# Abhinavagupta

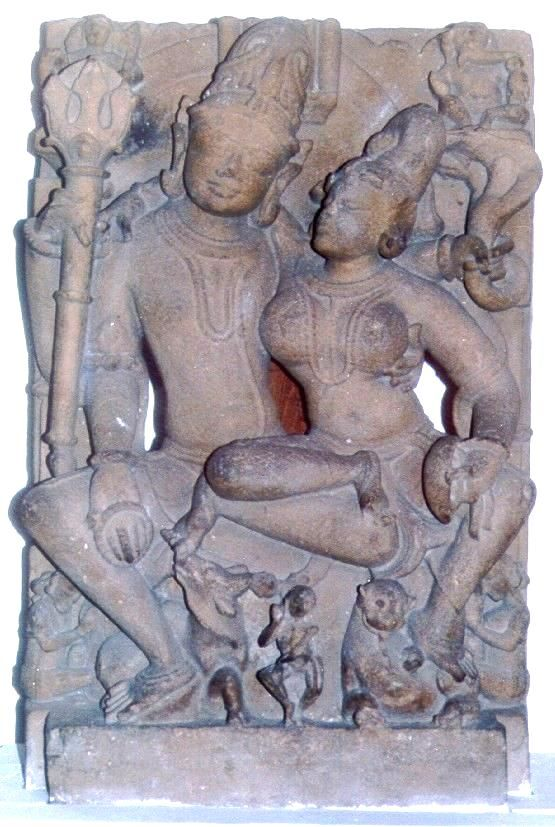
Shiva y Parvati, Museo Nacional de la India, New Delhi

Abhinava Gupta (circa 950-1020) fue un filósofo, místico y esteta cachemiro. Se destacó como músico, poeta, dramaturgo, exégeta, teólogo, y lógico
dueño de una personalidad politemática ejerció una influencia importante sobre la cultura de la India.
Nació en el valle de Cachemira en el seno de una familia de estudiosos y místicos y estudió todas las escuelas de filosofía y arte de su época bajo la guía de más de quince maestros y gurús.
A lo largo de su extensa vida escribió 35 obras, la más extensa y famosa de las cuales es el Tantraloka, un tratado enciclopédico sobre todos los aspectos filosóficos y prácticos del trika y kaula (conocidos actualmente como shivaísmo de Cachemira). Otra de sus importantes contribuciones fue en el ámbito de la filosofía del esteticismo mediante su famoso Abhinava-bharati, comentario del Natia-shastra de Bharata Muni.